# Jak vytrhnout velrybě stoličku
Jak vytrhnout velrybě stoličku (Cómo sacar la muela de una ballena en castellano) es una película checoslovaca del género comedia familiar dirigida por la directora Marie Poledňáková rodada el año 1977. Esta película ganó el premio principal del Festival Internacional de Televisión - La Praga Áurea en 1978.

## Reparto
- Tomáš Holý (1968) - Vašek - el único niño de Anna, tiene 8 años, es un alumno muy vivo y chistoso.
- Jana Preissová (1948) - Anna –la madre de Vašek, soltera, una bailarina de ballet.
- František Němec (1943) - Luboš - un socorrista de montaña aventurero, se conoció hace muchos años a Anna en las montañas.
- Vlastimil Harapes (1946) - Jindřich - el maestro de Anna en el teatro de ballet, sale con Anna aunque tiene su esposa.
- Jana Dítětová (1926) – la madre de Anna - enfermera en el hospital, la abuela de Vašek.

## Sinopsis
Vašek es un estudiante e hijo único de Anna. Los dos viven en un piso en Praga. Cuando Vašek le pregunta cómo es posible que no tiene padre, ella le responde que su padre murió hace muchos años en la expedición de Annapurna y le da una foto del periódico con los alpinistas que participaron en la expedición y le marca un hombre como su padre pero no se puede ver su cara. Como Vašek no tiene padre trata de presentar a su madre a diversos hombres y agenciarse un padre. 
Anna trabaja como una bailarina de ballet en Praga con Vlastimil, que aunque tiene una esposa, sale con Anna y le promete el divorcio con la esposa. Como están ante un nuevo espectáculo, tienen que ensayar mucho y por eso Anna no puede pasar tanto tiempo con su hijo. A Vašek le molesta esta situación mucho y una vez le dice a su madre: “Todos los chicos tienen su padre y yo no tengo ni un perro” Anna se siente culpable, habla con su maestro Vlastimil y le pide unos días libres del teatro. Vlastimil le da permiso, pues Anna reserva para ella y Vašek 4 días en las montañas. Lo disfrutan muchísimo, esquían, van a tirarse en trineo y hacen muchas más actividades de invierno. Una tarde Vašek ve a Luboš y quiere presentarle a su madre. Cuando ellos dos se ven, Anna le reconoce y no quiere hablar con él pero Vašek la obliga con su comportamiento. Un día después a Anna le llaman por teléfono desde Praga y le piden que vaya al teatro, que la necesitan. Anna no sabe qué hacer porque ya ha prometido a Vašek pasar todo el tiempo con él pues pregunta a Luboš si podría dejar a Vašek con él, que va a regresar de Praga en dos días. Luboš lo acepta y cuida a Vašek hasta que descubre que Vašek podría ser su hijo. Cuando Anna regresa, Luboš tiene muchas preguntas y, por la reacción de Anna, reconoce que Vašek de verdad es su hijo y él no lo sabía. Se lo dicen a Vašek pero él, como cree que su padre murió en las montañas, no quiere hablar con ellos. Al final solucionan esta situación, Anna se enamora de Luboš otra vez y Vašek le acepta como su padre.
- Datos: Q2515589